# Birkerød Station
Birkerød Station er en jernbanestation i Birkerød nord for København. Den åbnede i 1864 et stykke fra byen, så den kunne ligge på toppen af en bakke. Dermed var det lettere for togene at sætte i gang igen efter standsning ved stationen. Siden er byen vokset betydeligt og omslutter i dag stationen fra alle sider.
Stationen bliver serviceret af linje A på Nordbanen og fik S-togsdrift i 1968. Mellem Birkerød og Allerød standser visse af togene på Høvelte trinbræt, der primært betjener Høvelte Kaserne.
Den lokale kunstforening gav i 1984 den danske multikunster Jens Jørgen Thorsen bemyndigelse til at udsmykke en grå betonvæg på stationen. Han valgte at male den korsfæstede Jesus med erigeret penis, hvilket nogle kristne fandt blasfemisk. Derfor kontaktede Kristeligt Folkeparti daværende trafikminister Arne Melchior, som øjeblikkeligt beordrede kunstværket overmalet[kilde mangler]. Der findes helt få fotografiske gengivelser på Birkerød Avis af værket. Sagen medførte en samfundsdebat om både blasfemi og ytringsfrihed.

## Antal rejsende
Ifølge Østtællingen var udviklingen i antallet af dagligt afrejsende med S-tog:
| År   | Antal | År   | Antal | År   | Antal | År   | Antal |
| ---- | ----- | ---- | ----- | ---- | ----- | ---- | ----- |
| 1957 | -     | 1974 | 3.716 | 1991 | 4.413 | 2001 | 4.316 |
| 1960 | -     | 1975 | 3.756 | 1992 | 4.312 | 2002 | 3.993 |
| 1962 | -     | 1977 | 3.631 | 1993 | 4.523 | 2003 | 4.497 |
| 1964 | -     | 1979 | 4.563 | 1995 | 4.662 | 2004 | 4.480 |
| 1966 | -     | 1981 | 5.189 | 1996 | 4.444 | 2005 | 4.001 |
| 1968 | 3.036 | 1984 | 4.731 | 1997 | 4.462 | 2006 | 4.158 |
| 1970 | 3.509 | 1987 | 4.537 | 1998 | 4.446 | 2007 | 4.154 |
| 1972 | 3.818 | 1990 | 4.411 | 2000 | 4.431 | 2008 | 4.402 |